# Гілка

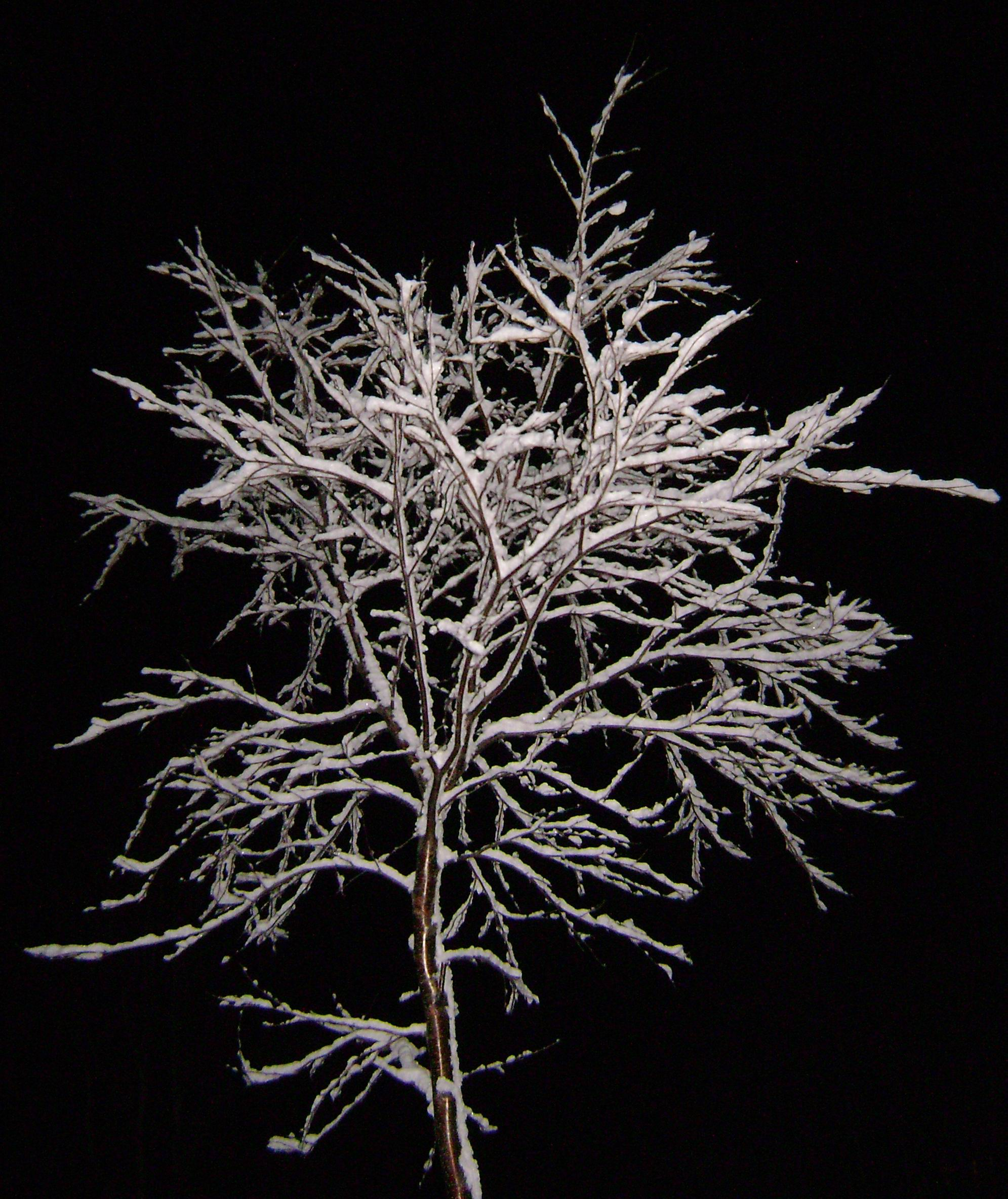
Мокрий сніг на гілках дерева

Гі́лка, або галу́зка — невеликий боковий відросток, пагін дерева, чагарника або трав'янистої рослини, укритий листям, квітками;
пряма, що з'єднує листя та верхівку дерева на різних ієрархічних рівнях класифікації.
Гілле́ю, галу́зою чи су́ком називають великий відросток од стовбура дерева або чагарника, що розгалужується на менші відростки — гілки, віти.
«Гілка» вживається і в переносному значенні: «гілка програми», «гілка галактики» тощо, — у розумінні якогось варіанту чи відгалуження.
Так само, на позначення певної ділянки виробництва, науки і т. ін., вживається термін «галузь», а в значенні «залізнична колія, відгалужена від основної колії» — слова «вітка», «гілка».

## Етимологія
Слова «гілка» та «галузка» пов'язані з прасл. golъ («голий»), але з різним ступенем чергування:
- псл. golь, golъka — первісно «голий прут», пізніше «гілка»; споріднене з вірм. kołr («гілка, сук»)[8];
- псл. (пн.) *galǫzь, *galǫza; порівн. діал. рос. га́лызь («дерево для вимощування грузьких доріг»), пол. gałąź («гілляка»), словац. і чеськ. haluz, в.-луж. hałuza, н.-луж. gałuz («тс.»)[9].

Синоніми «віта», «вітка», рідше «віть», походять од псл. větь, větvь, vitь, що сходить до іє. *uei-t-, *uoi-t- («прут, лоза»), похідного від *uеі- («вити, крутити»).
Західне діал. «кона́р» (груба гілка, що росте від стовбура) походить із псл. [konarъ], очевидно, пов'язаного з *kъnъ («обрубаний стовбур дерева»).

## У культурі
Гілля дерев посідало значне місце в культурному житті людини. Як дерево в народному сприйманні вважалося символом роду чи родини, так галузка — символом члена роду: «Молоду галузку пригинай, бо старої не пригнеш», себто — вчи людину замолоду, бо стару вже пізно вчити.
Гілки були елементом деяких обрядів. Згідно з загальним правилом магічного світогляду, що частина заступає ціле, вітка часто виступає як символ усього дерева і вживається в обрядах у такому значенні.
Так, під час традиційного українського весілля на стіл ставили гільце — гілку листяного або хвойного дерева, прикрашену квітами, ягодами, колосками.
Іноді віти, що їх дерево простягає в усі сторони, служили за символ рук:
|  | Ой на річці, на Дунаю, Там липонька потопає, Та поверх гілочка випливає, Вона дубочка прикликає: — Та подай, дубочку, хоч гілочку! — Та нехай тобі кленок дає, Що він із тобою вірно живе... |

Григорій Сковорода в одному зі своїх віршів писав так:
|  | Буйні вітри повівають, Руки явору ламають... |

Це, ймовірно, перефразування відомої пісні:
|  | Ой, не стій, явір над водою, Де вода корінь підмиває, Де вітер гілля ламає... |

У народній символіці галузка була також символом справи, пригоди: «У велике галуззя зайшов» — казали про людину, що надто ускладнювала ситуацію.
«Якої собі галузі шукаєш?» — тобто якої лихої пригоди. Тут гілка фігурує еліптично в значенні приладу, на якому можна повіситися.

## Галерея

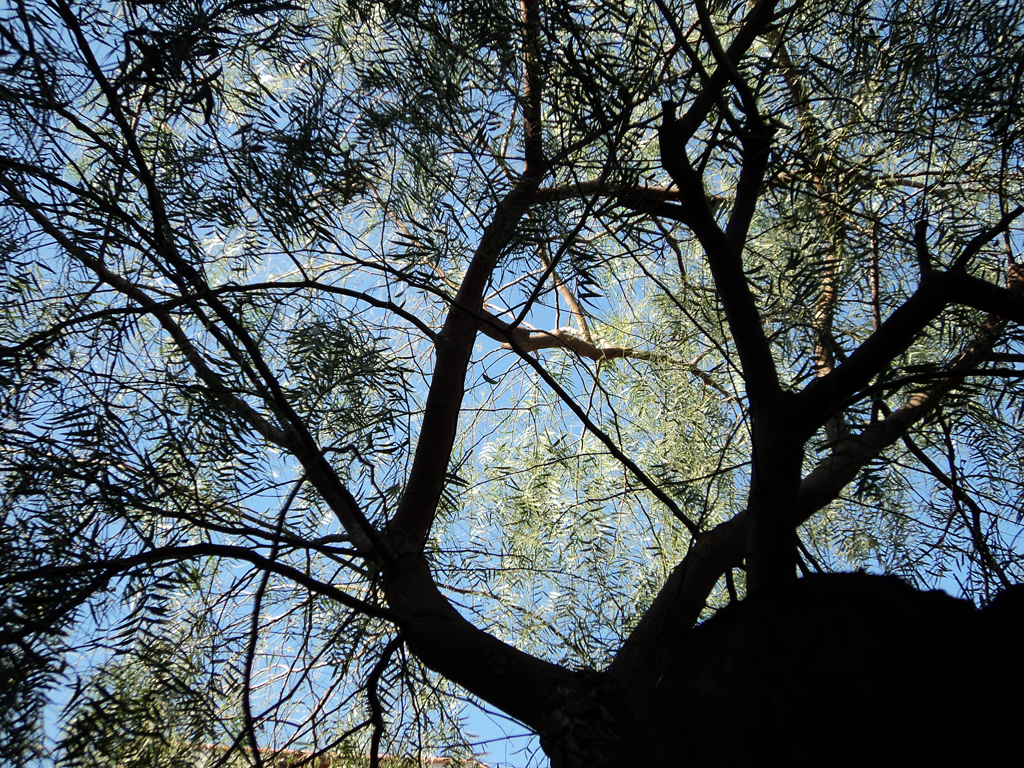
Гілки верби плакучої
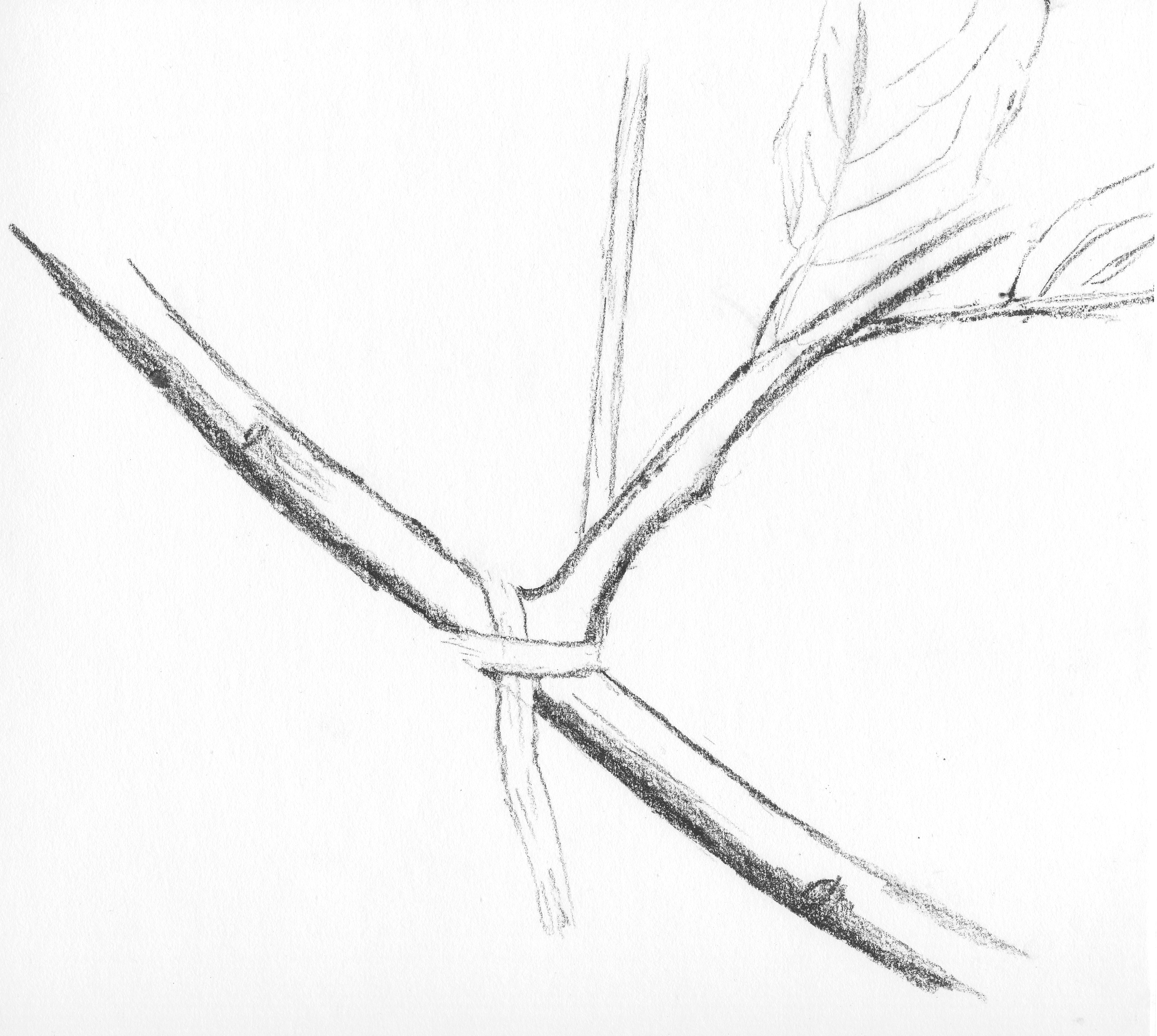
Гілка, підв'язана мотузкою
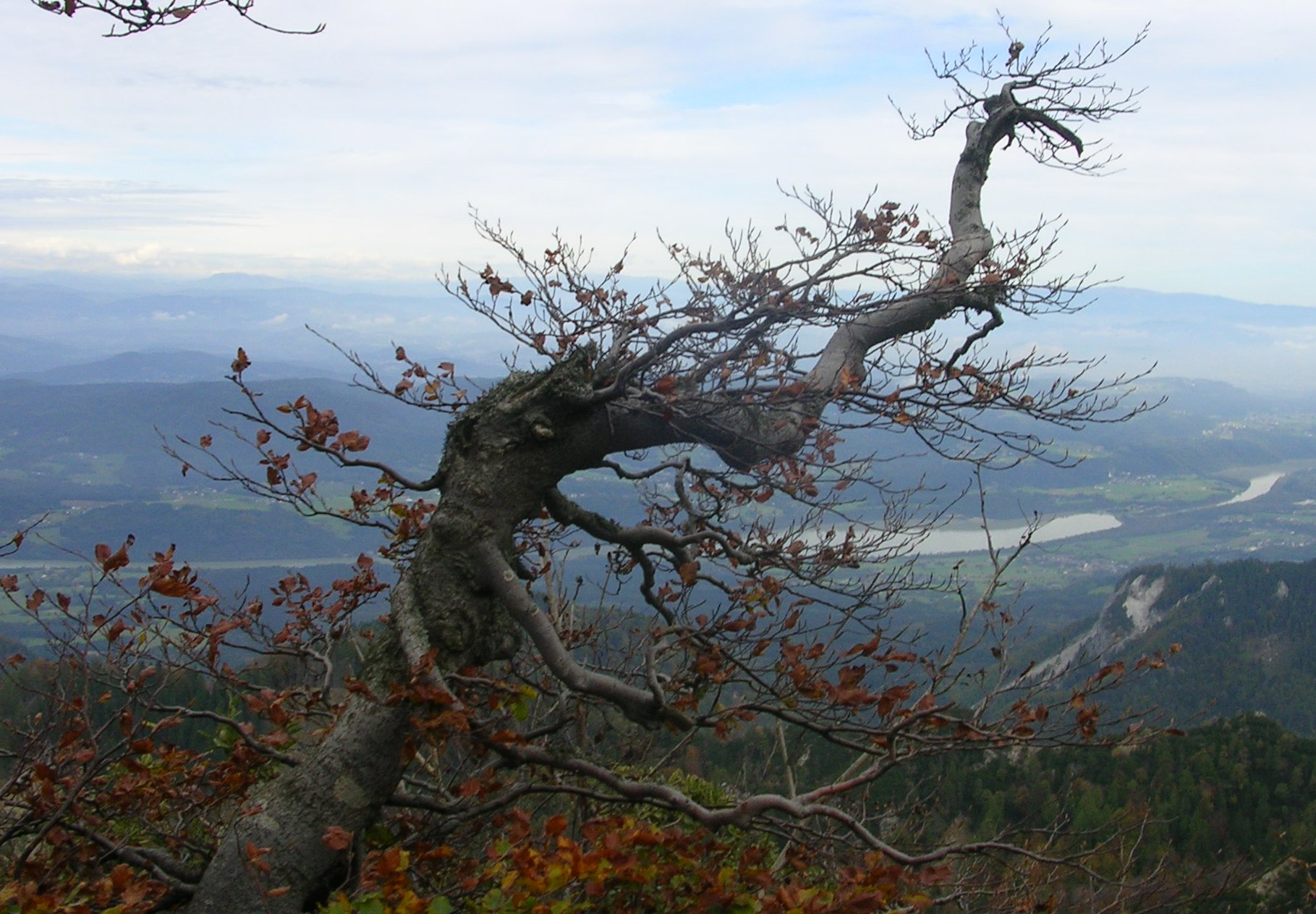
Галузки на дереві у хребті Караванке, Австрія
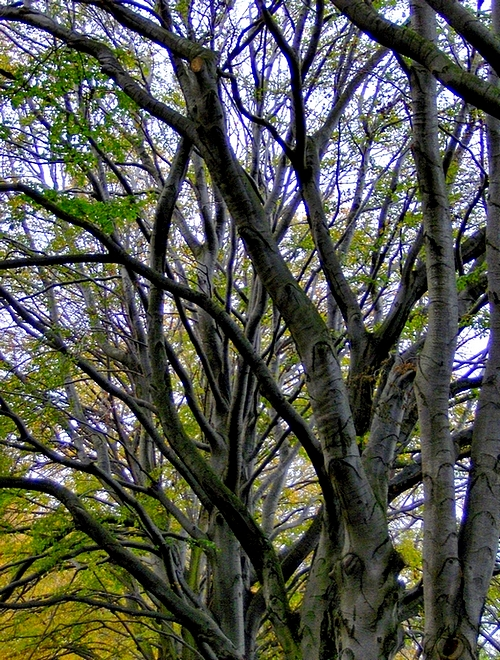
Гілки дерев у Конарах, Польща
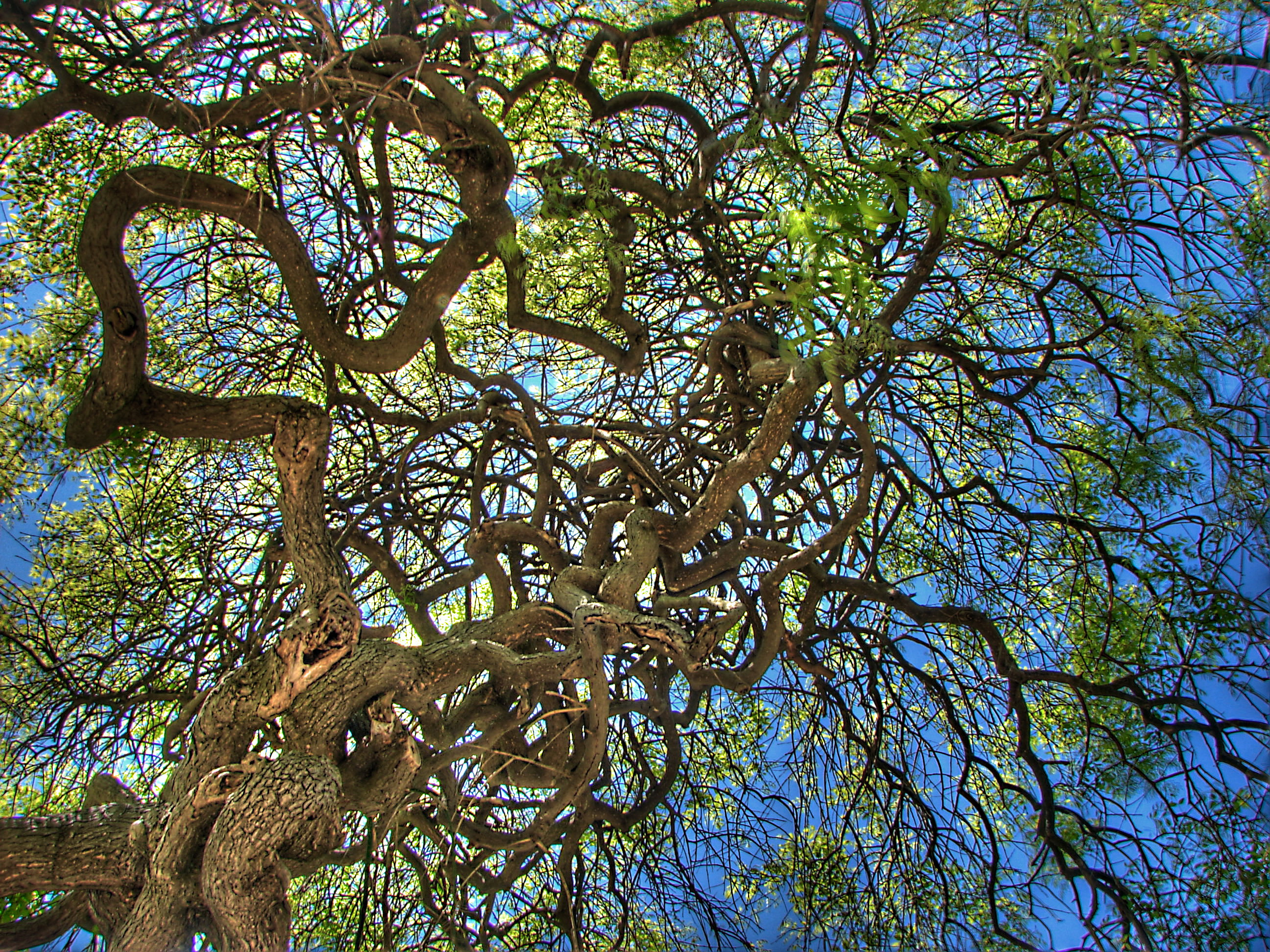
Покручене галуззя в парку Емірґан, Стамбул
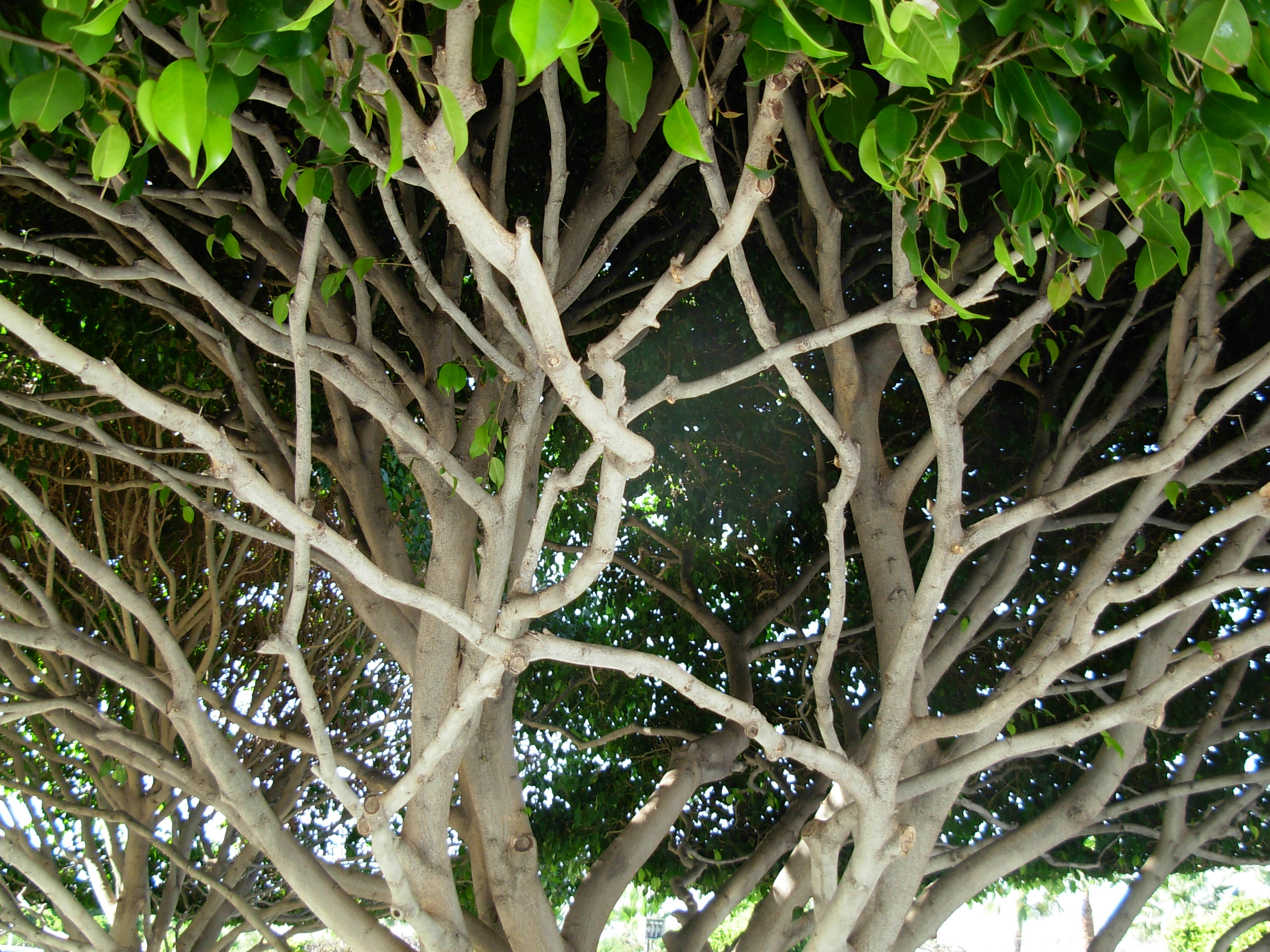
Гілля дерев у Тенерифе, Іспанія
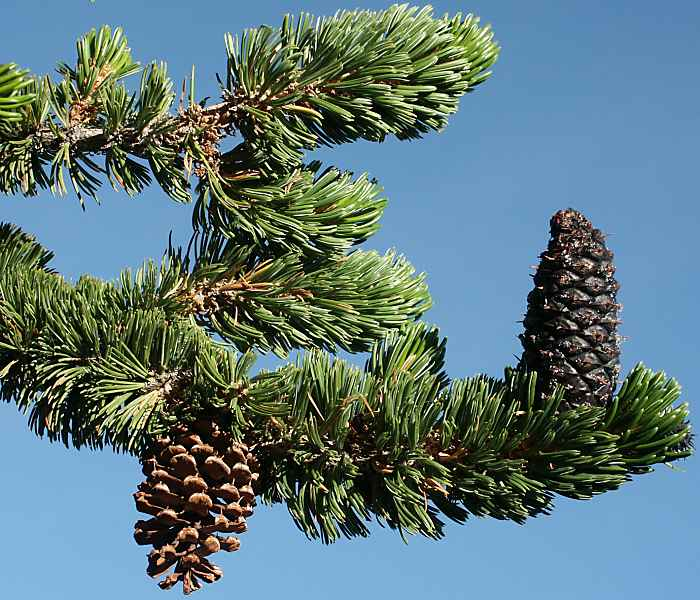
Гілка сосни остистої у Снейк Рейндж, Невада
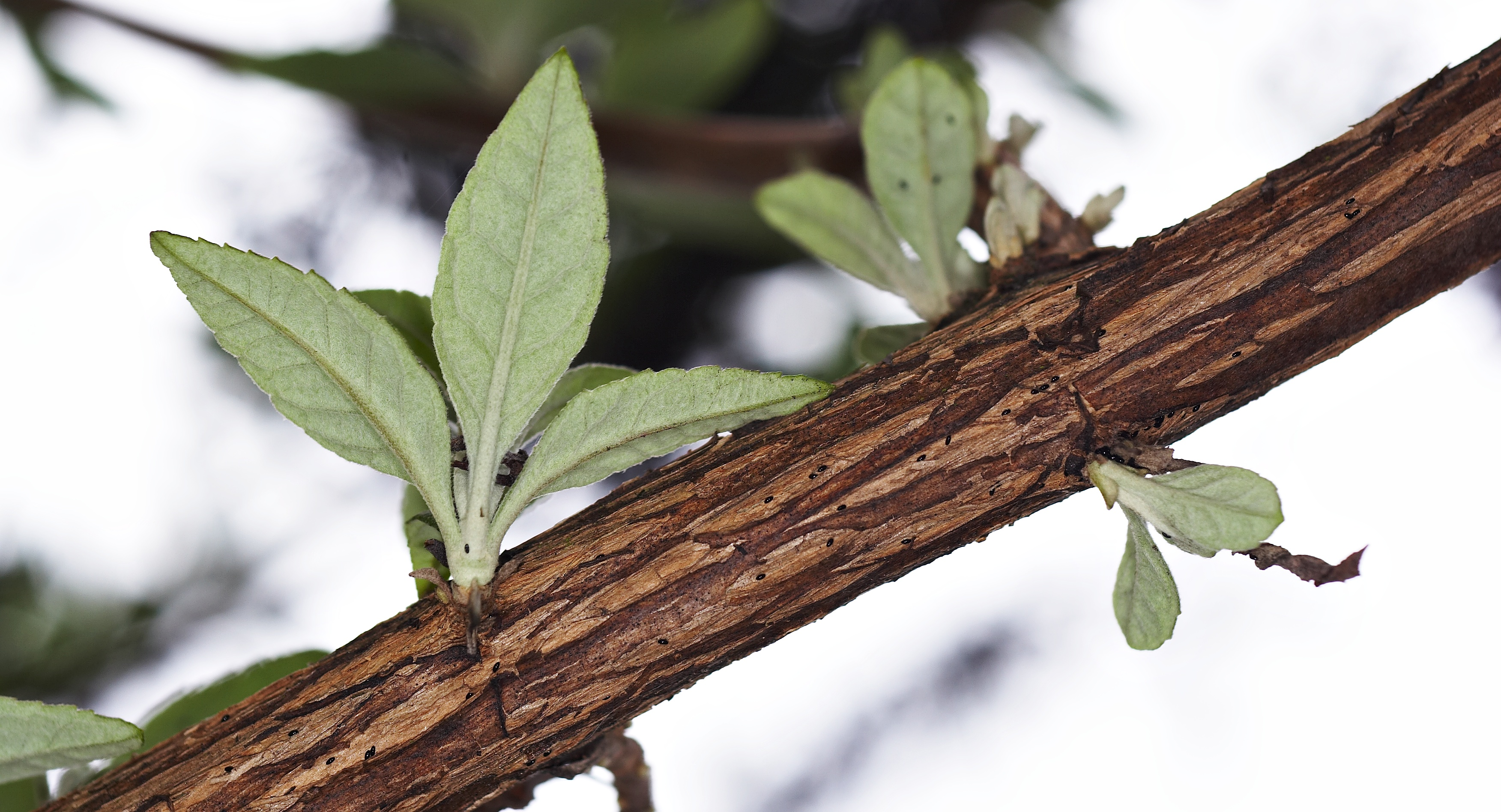
Гілка будлеї мінливої
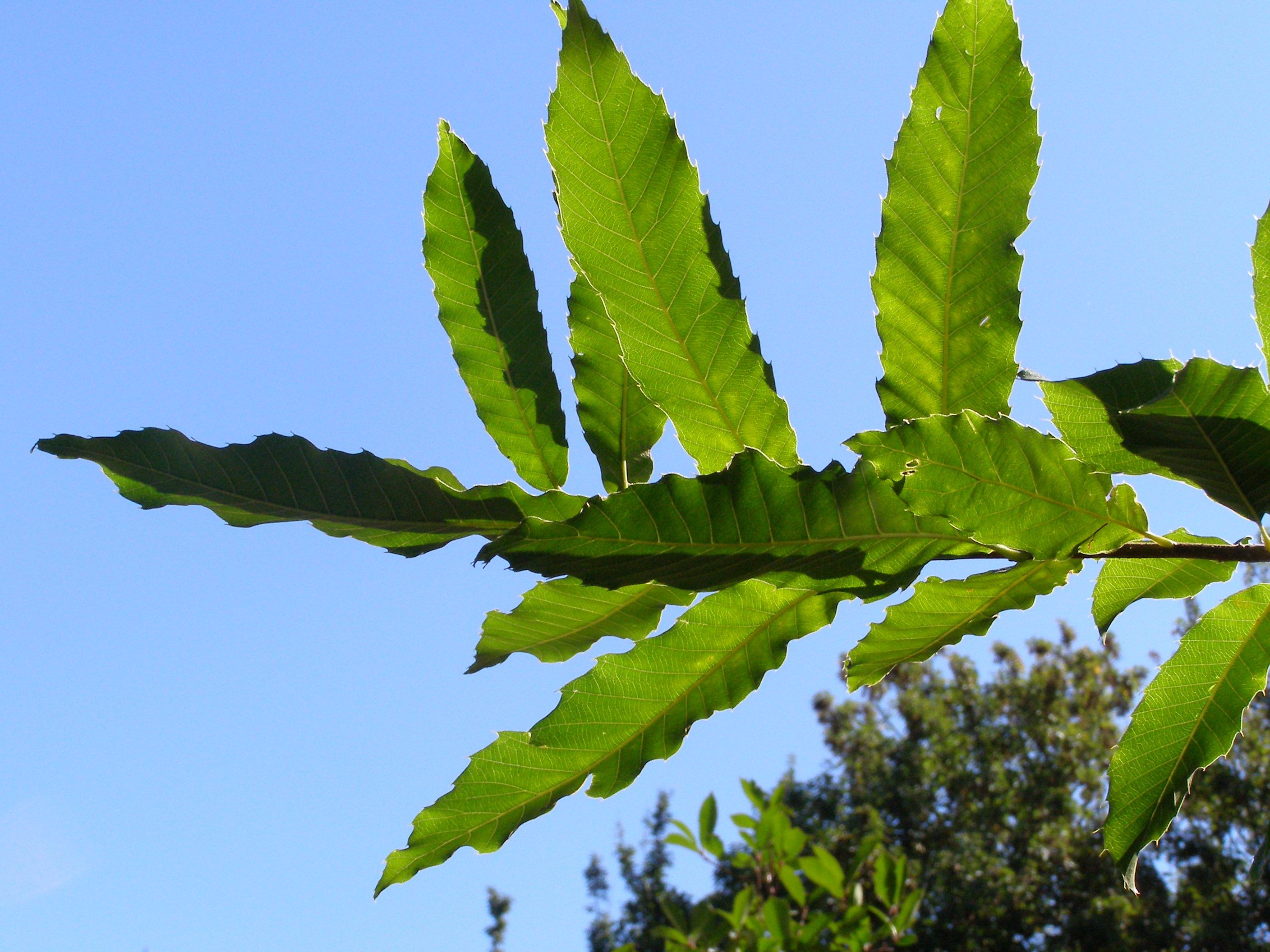
Галузка дубу найгострішого (Quercus acutissima) в Порто, Португалія
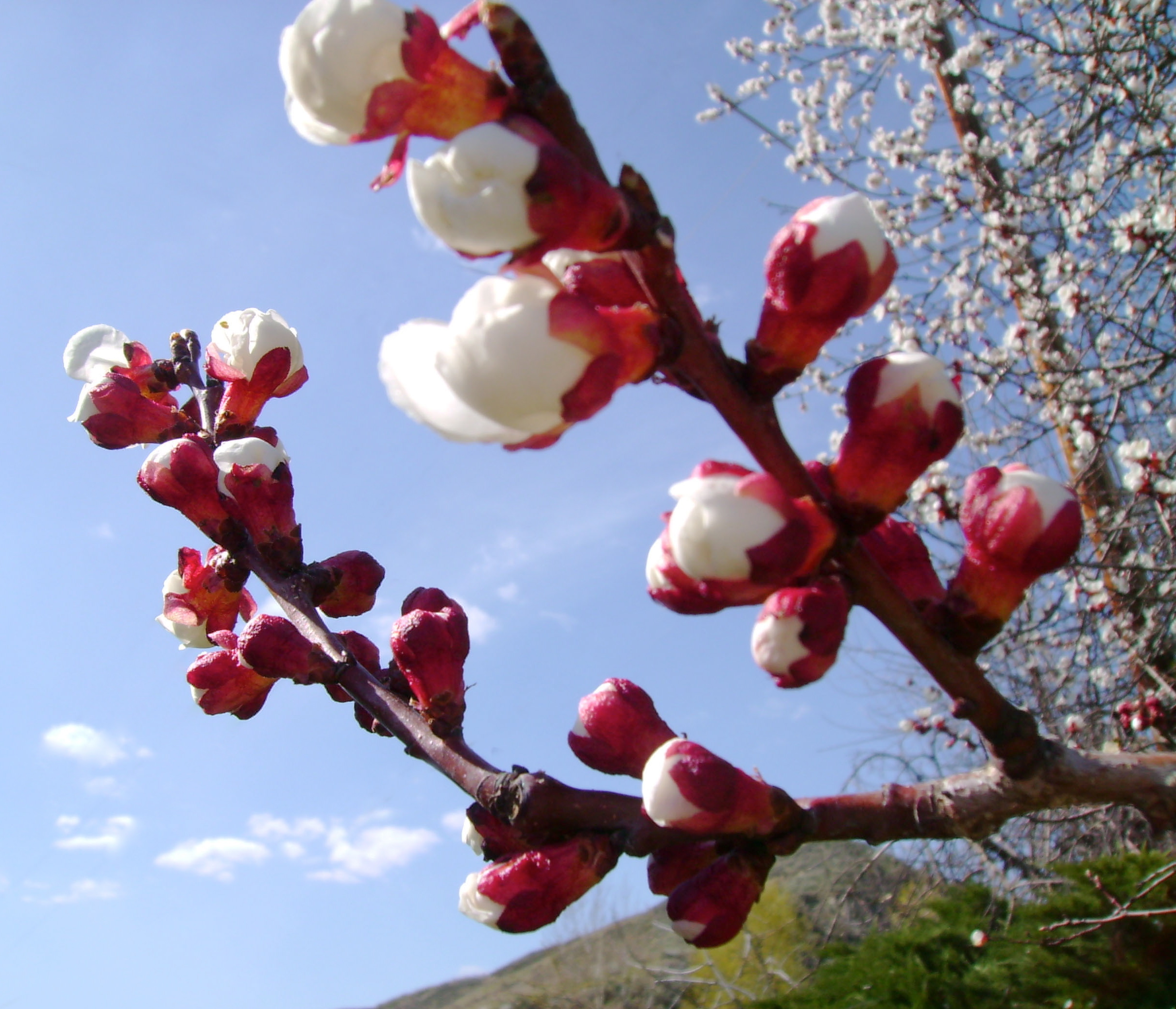
Гілка нектарину
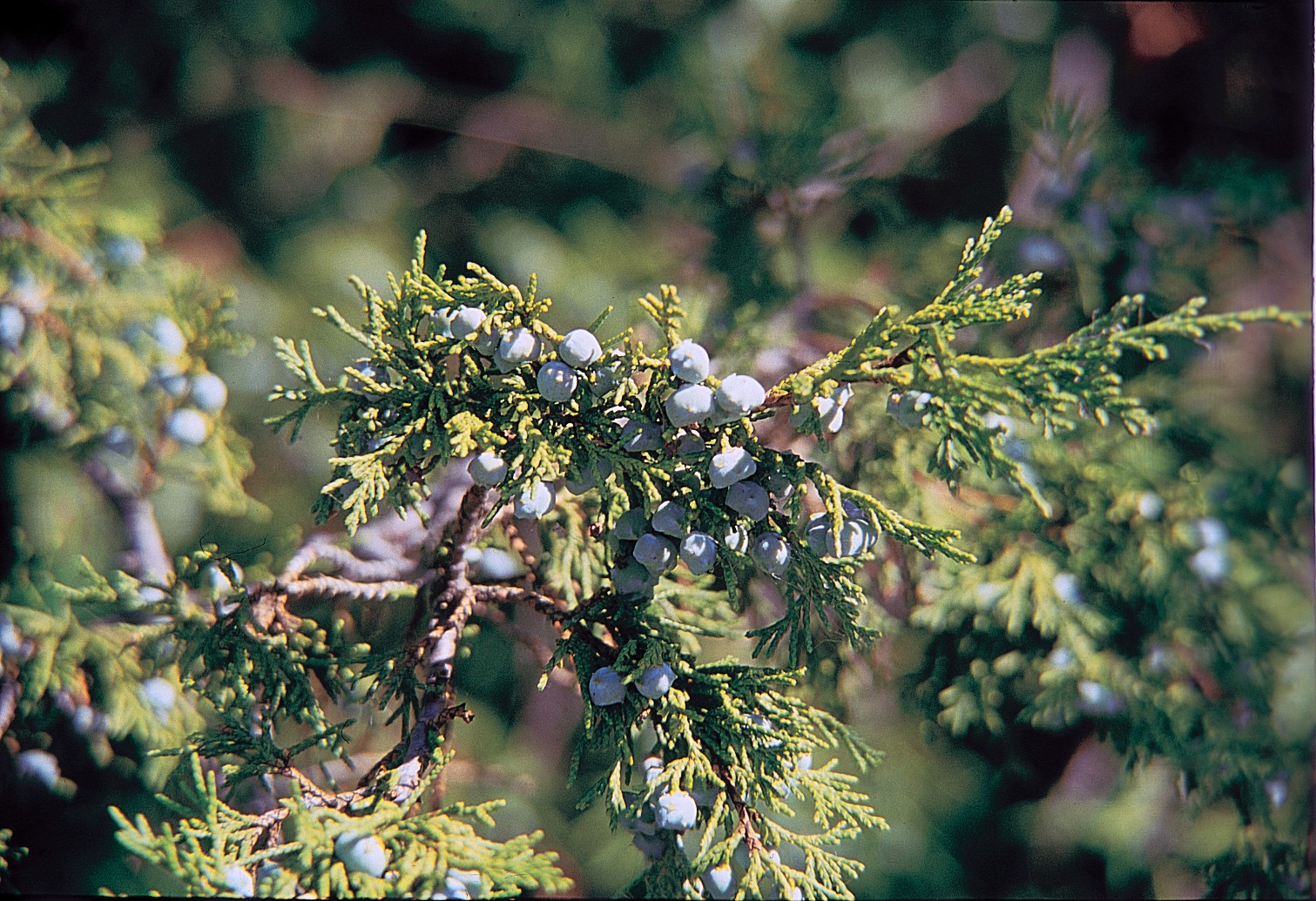
Галузка ялівцю скельного (Juniperus scopulorum)
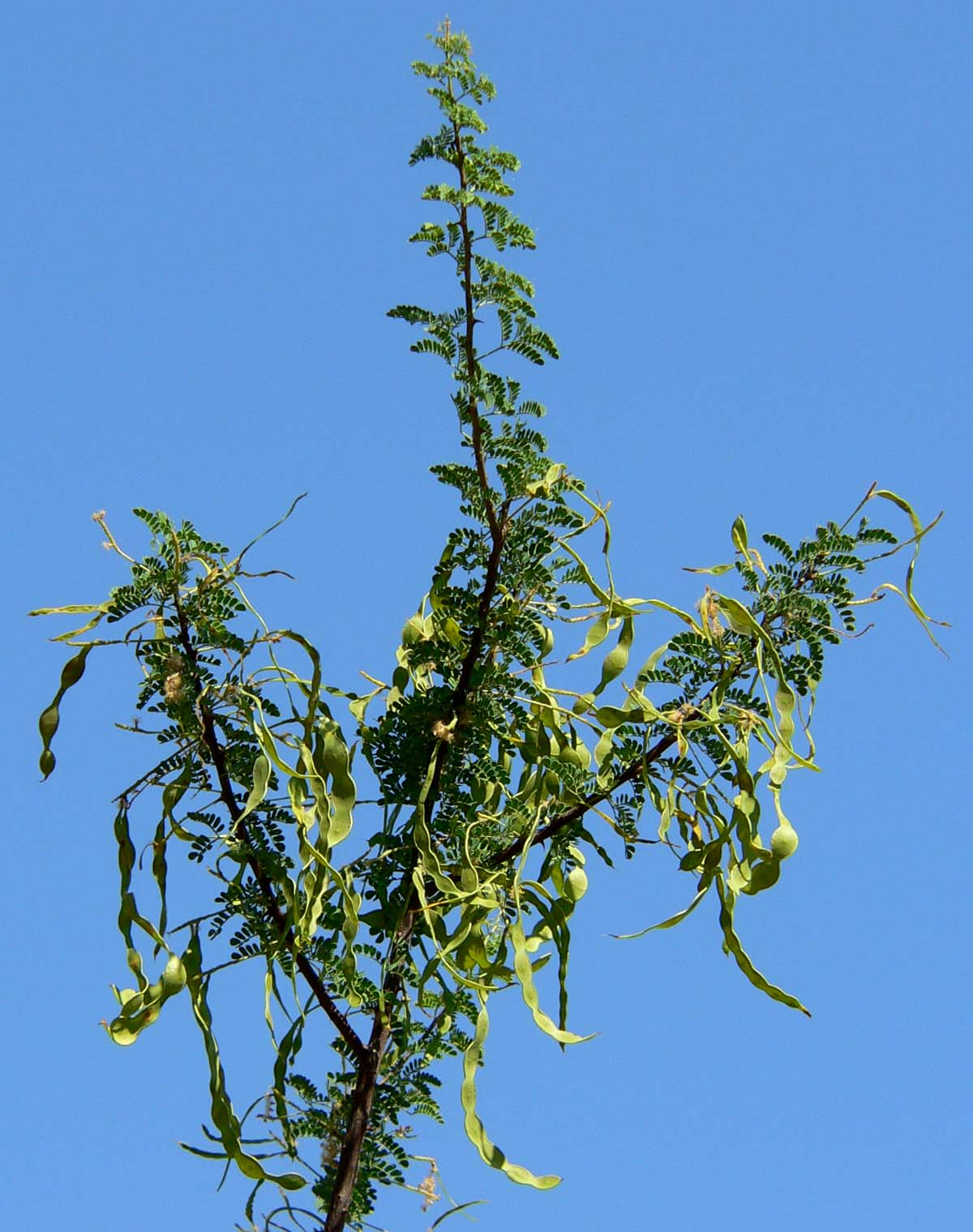
Гілка кошачого кігтя (Acacia greggii) в Лас-Вегасі
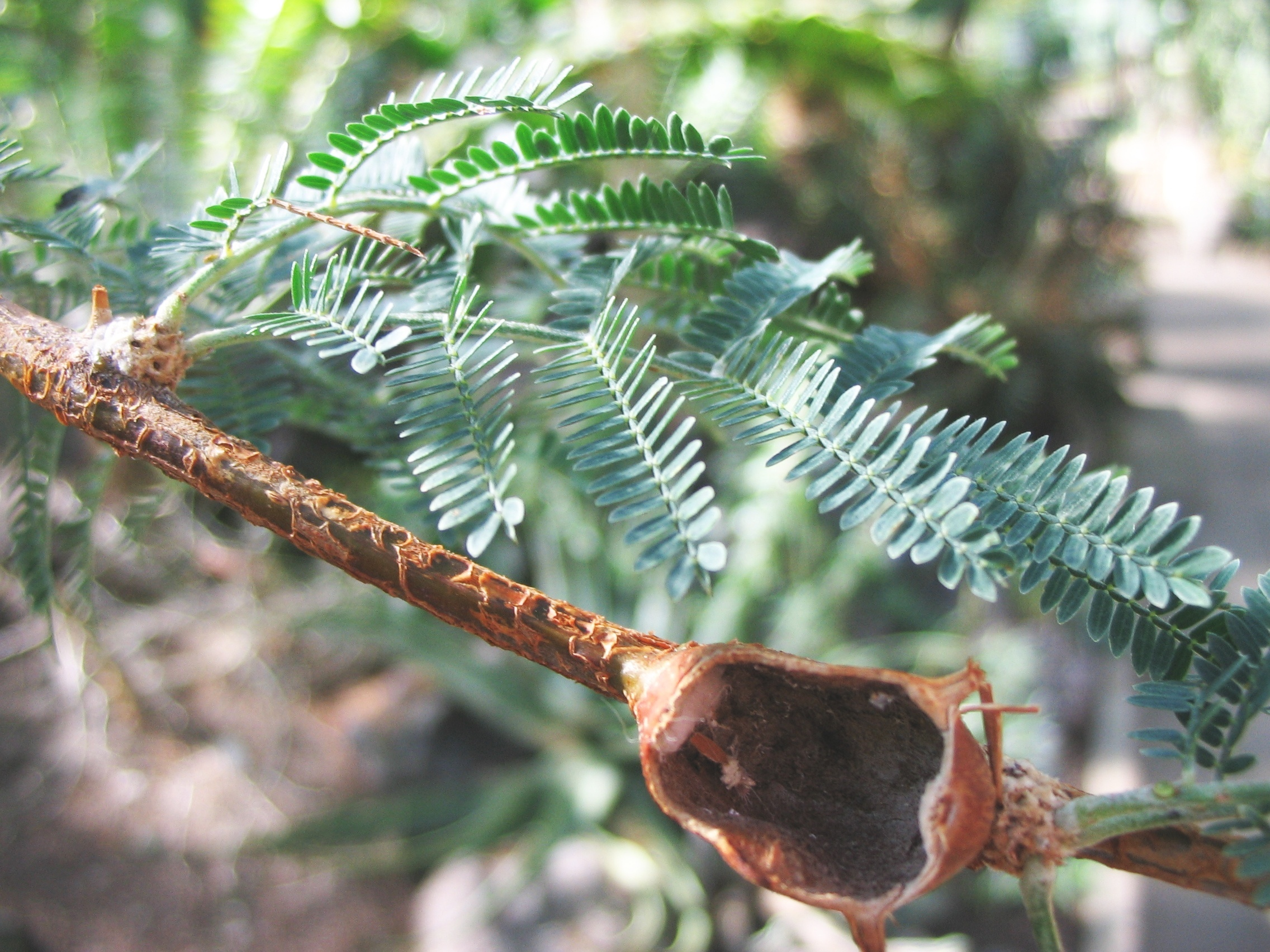
Гілка акації червоної (Vachellia seyal) у Баден-Вюртемберзі, Німеччина
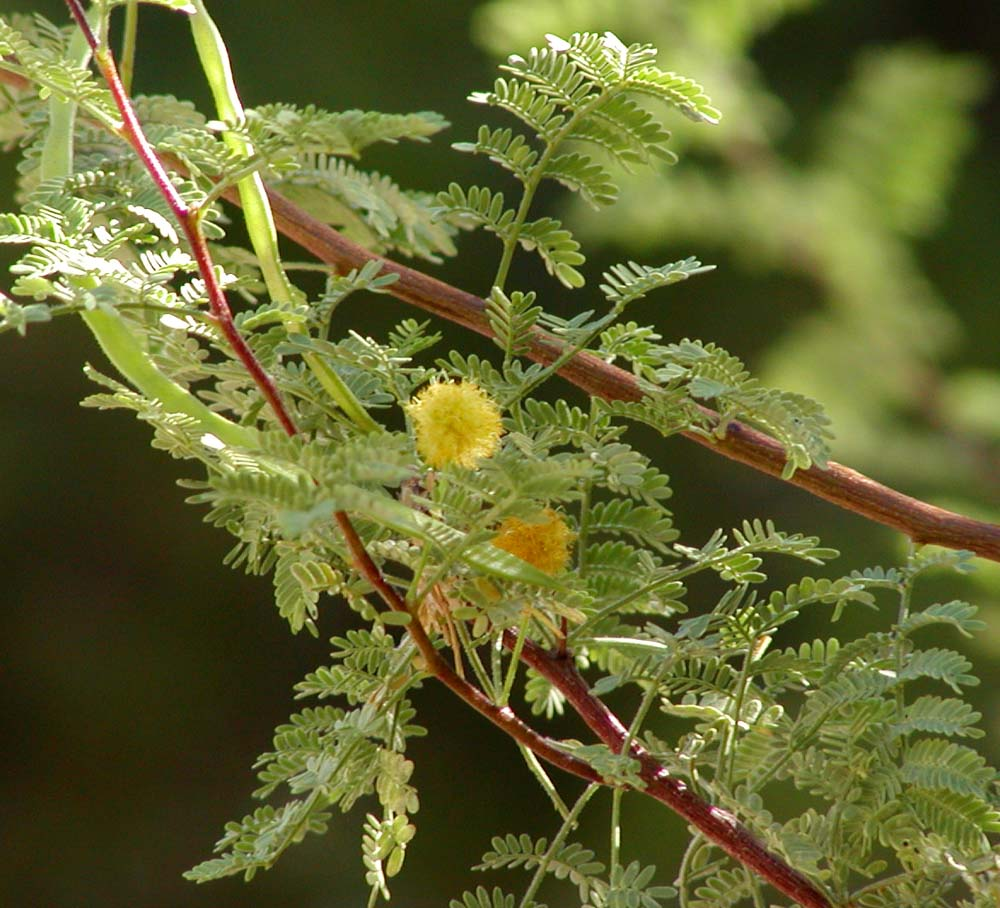
Гілка акації (Vachellia constricta) в Лас-Вегасі
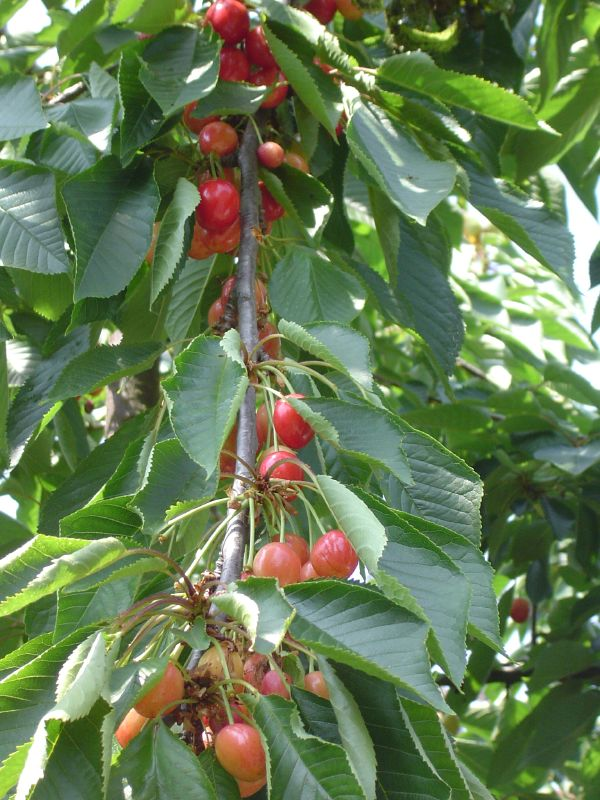
Галузка черешні в Парижі
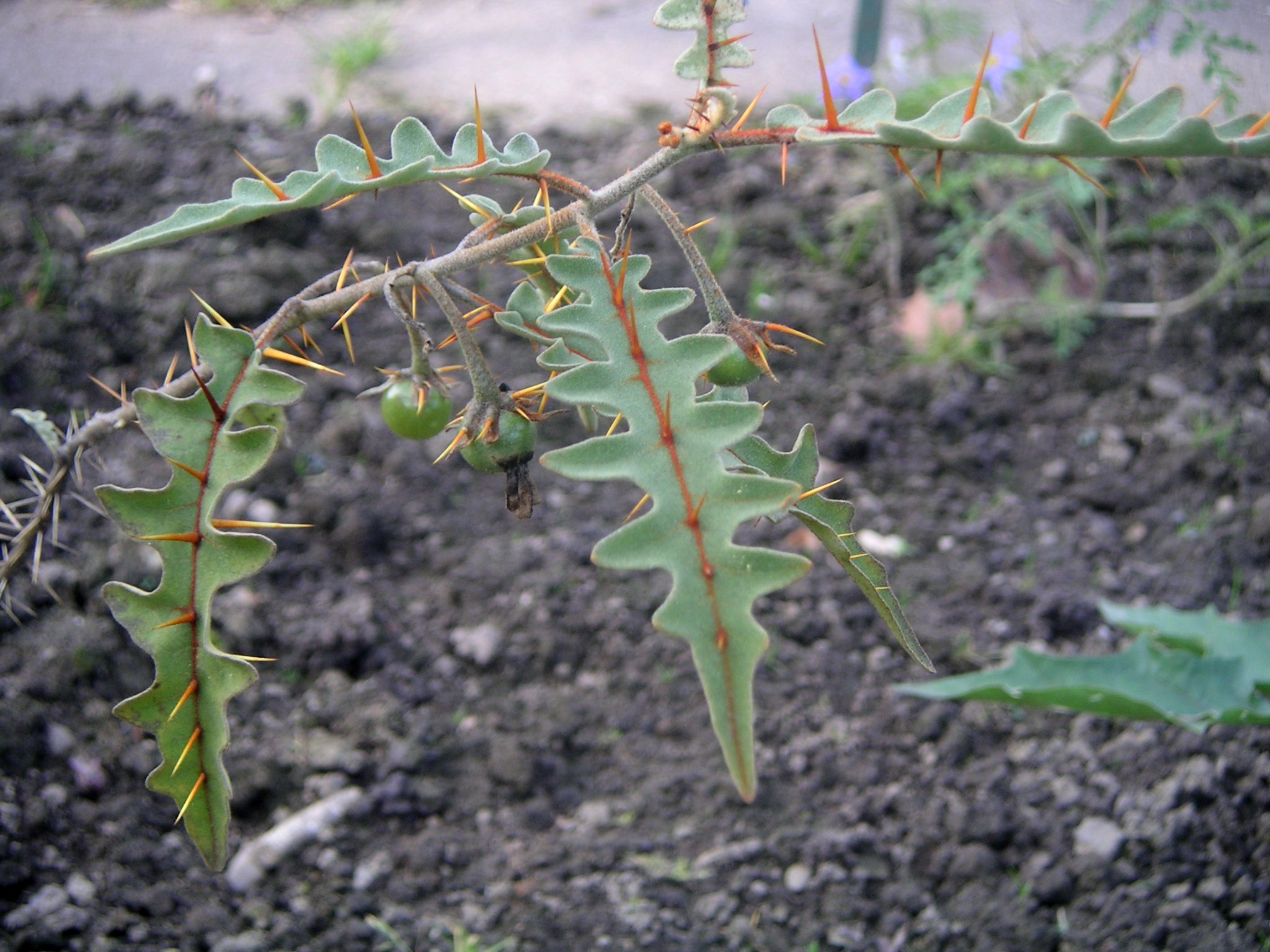
Гілка пасліна червоно-колючкового (Solanum pyracanthum) у Крефельді, Німеччина
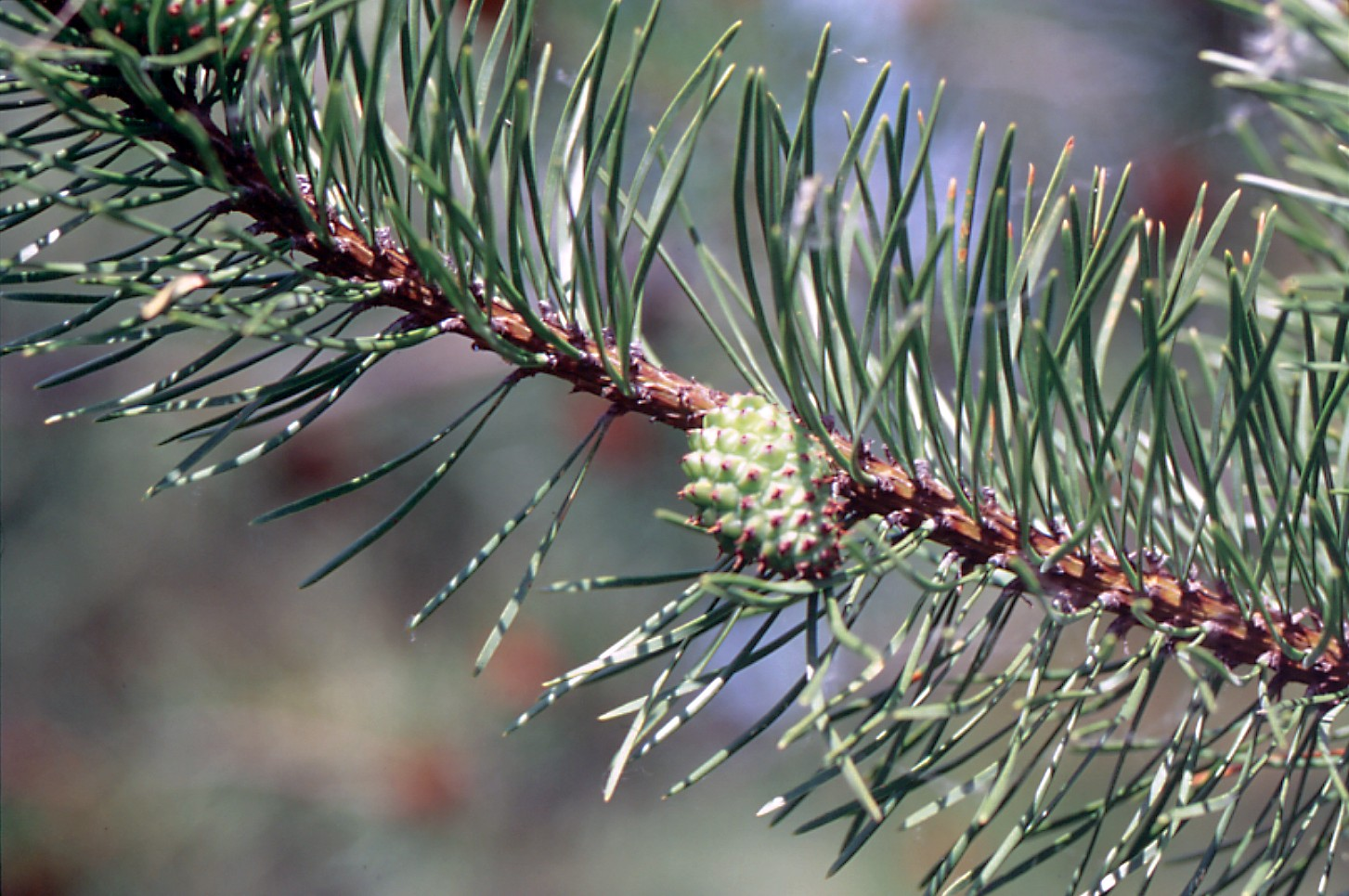
Гілка сосни скрученої в Північній Дакоті
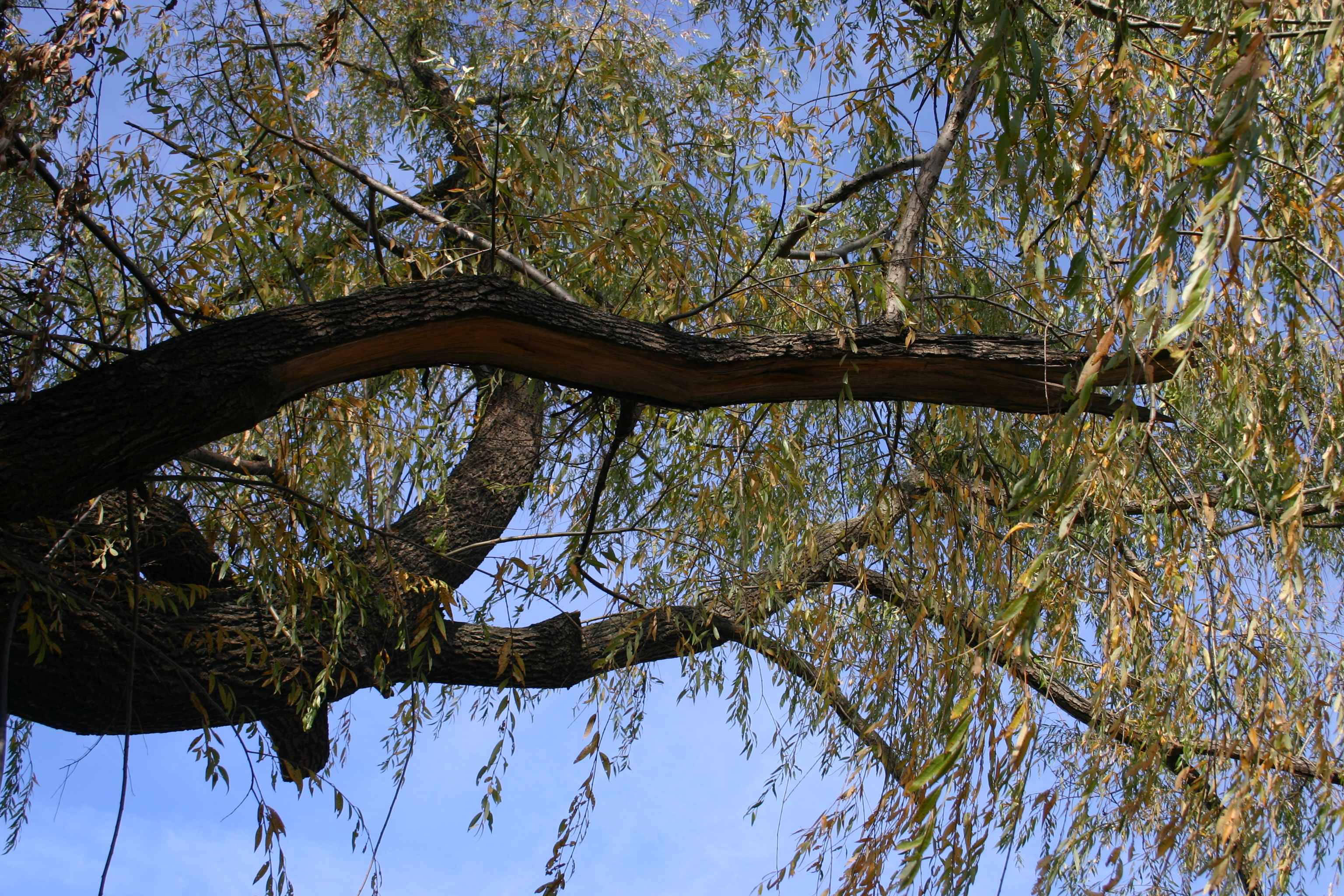
Сучок верби в м. Бехтелсвілл, Пенсільванія
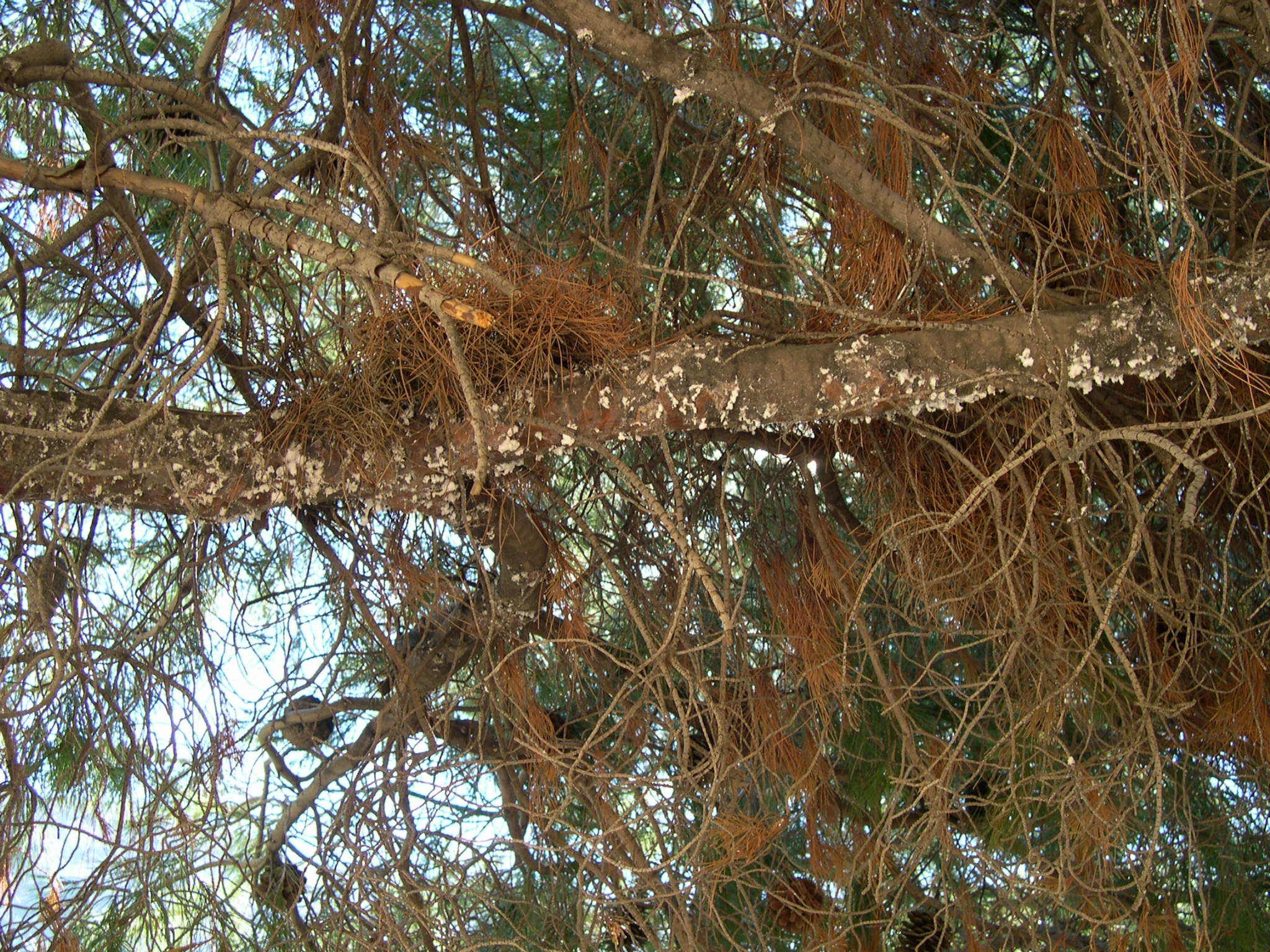
Галузка сосни турецької в Афінах
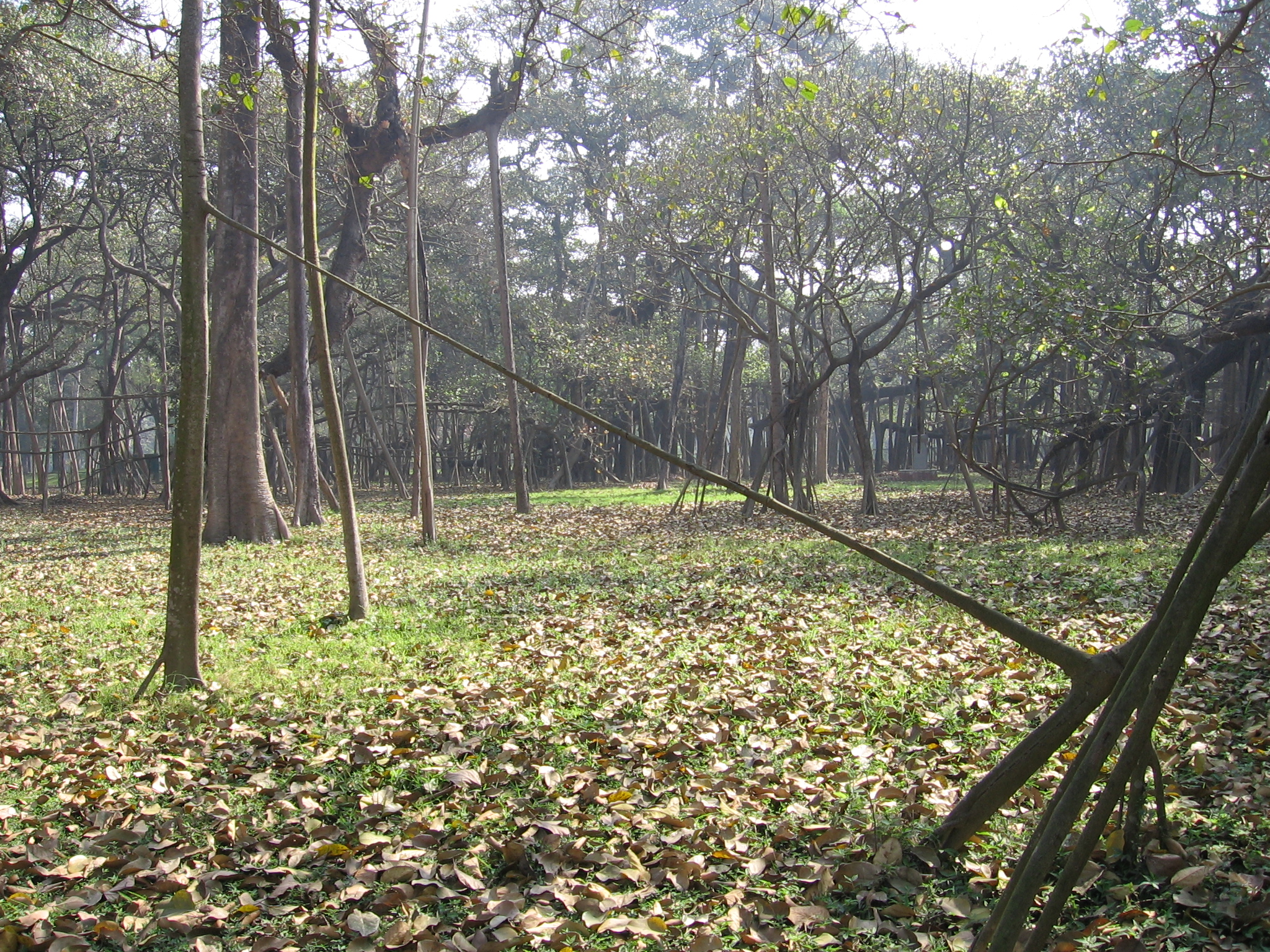
Гілля баньяна в Колкаті, Індія
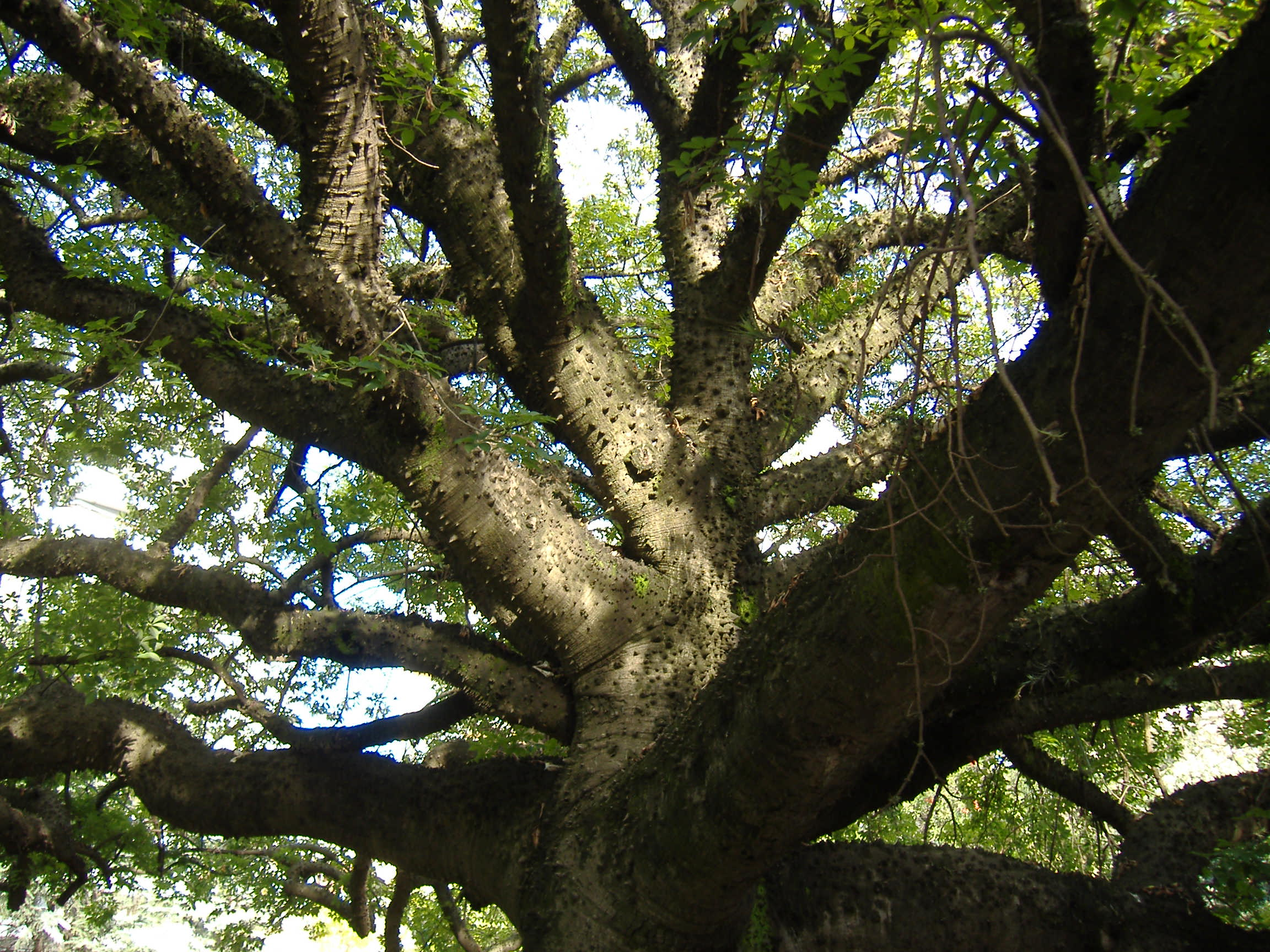
Гілки сейби розкішної в м. Росаріо, Аргентина
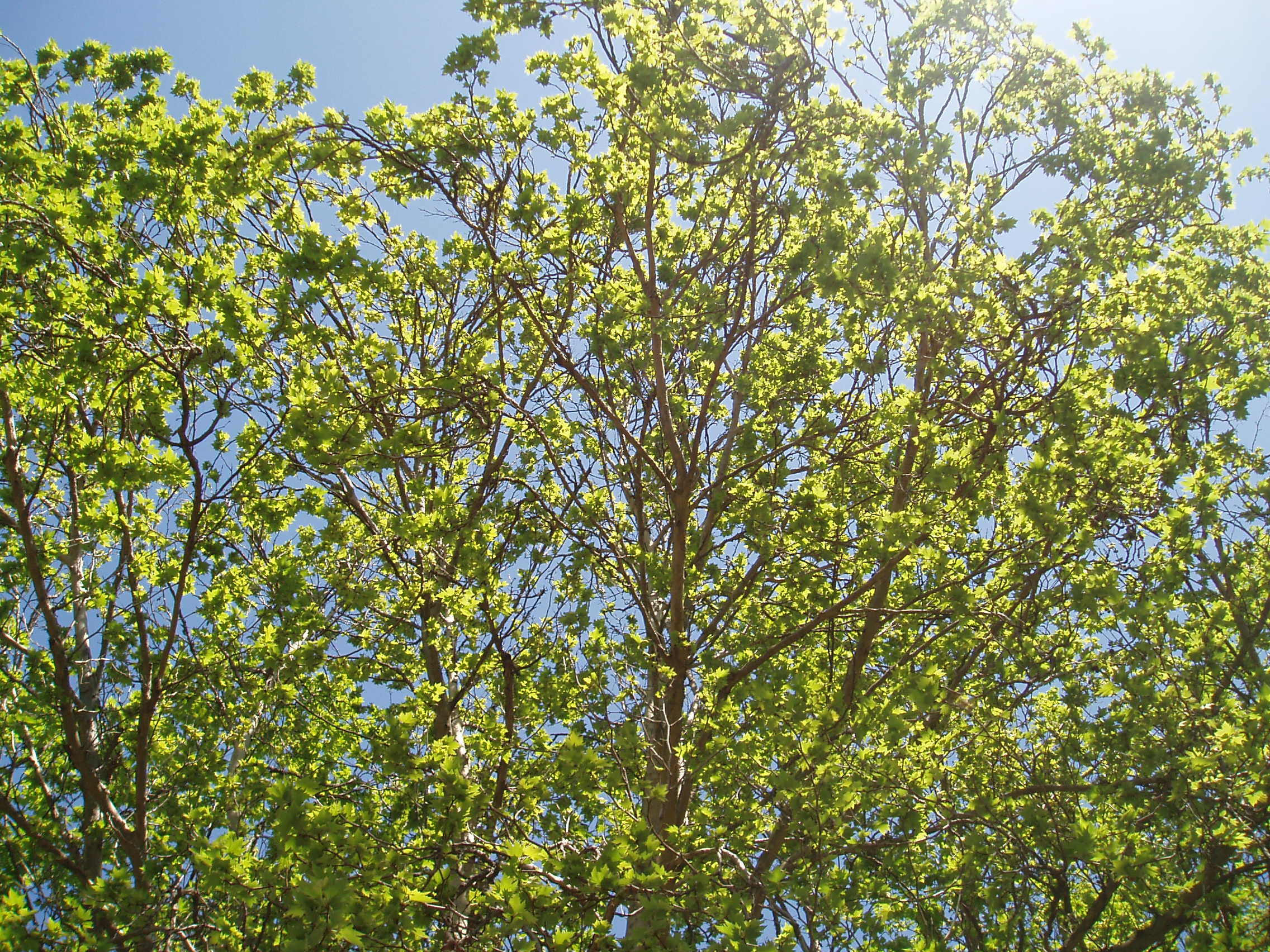
Віти, вкриті памолоддю
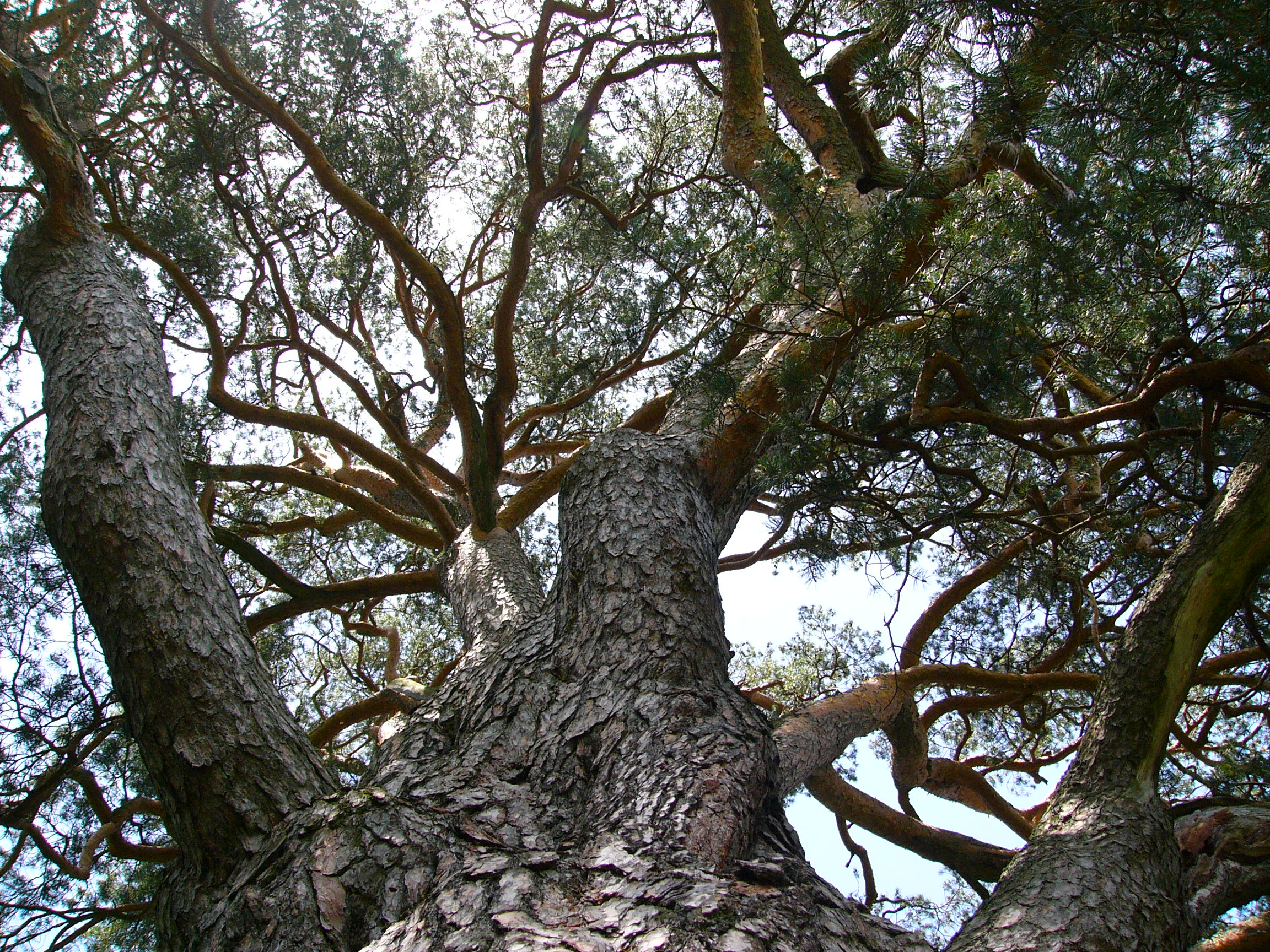
Гілля сосни звичайної, вигляд знизу

## Джерело
- А. О. Слюсарев, О. В. Самсонов, В. М. Мухін та ін. «Біологія: навчальний посібник». Пер. з рос. та ред. В. О. Мотузного. 2-ге вид. Київ: Вища школа, 1999.